# لطفية (اسم)
لطفية هو اسم علم مؤنث من أصل عربي، ومعناه هو منسوب إلى الفيض، وهو ذات الفيض.

## الأصل اللغوي
لطيفة تعني السيدة الناعمة، الرفيقة، والرقيقة. واللطيفة، كما تعني النادرة، الفكاهة. من الأسماء المشابهة والتي تحمل نفس المعاني هي لطف لطيف والمؤنث لطيفة ، جميعهم يحملون معنى الليونة والرقة في المعاملة بعيدا عن حدة الطباع .
ينتشر هذا الاسم في معظم الأقطار العربية.

من الصفات التي تندرج تحت هذا اسم لطيفة بأن حاملته تكون طيبة القلب متعاونة، كما انها تكون لينة في تعاملها مع الأخرين تختار كلماتها بعناية حتى لا تجرح الأخرين.

## شخصيات تحمل الاسم
- لطفية الخطيب
- لطفية الدليمي (كاتبة ومؤلفة عراقية ناشطة في حقوق المرأة، 1939 – )
- لطفية النادي (طيارة مصرية، 29 أكتوبر 1907 – 2002)
- لطفية إبراهيم

## وصلات خارجية
- موسوعة السلطان قابوس لأسماء العرب نسخة محفوظة 5 أبريل 2019 على موقع واي باك مشين.